# Record cinesi del nuoto
PanWaI record cinesi del nuoto sono i tempi più veloci mai nuotati in una competizione, da un nuotatore rappresentante la Cina.
(Dati aggiornati al 23 febbraio 2024)

## Vasca lunga (50 m)

### Uomini
| Gara                     | Tempo    | +               | Atleta                                                                                 | Data                          | Evento                              | Luogo                               | Ref    |
| ------------------------ | -------- | --------------- | -------------------------------------------------------------------------------------- | ----------------------------- | ----------------------------------- | ----------------------------------- | ------ |
| Stile libero             |          |                 |                                                                                        |                               |                                     |                                     |        |
| 50 m                     | 21"68    |                 | Yu Hexin                                                                               | 26 settembre 2021             | Campionati cinesi                   | Xi'an, Cina                         |        |
| 100 m                    | 46"97    |                 | Pan Zhanle                                                                             | 24 settembre 2023             | Giochi asiatici                     | Hangzhou, Cina                      | [ 1 ]  |
| 200 m                    | 1'44"39  |                 | Sun Yang                                                                               | 25 luglio 2017                | Campionati mondiali                 | Budapest, Ungheria                  | [ 2 ]  |
| 400 m                    | 3'40"14  |                 | Sun Yang                                                                               | 28 luglio 2012                | Giochi olimpici                     | Londra, Regno Unito                 | [ 3 ]  |
| 800 m                    | 7'32"12  | Record mondiale | Zhang Lin                                                                              | 29 luglio 2009                | Campionati mondiali                 | Roma, Italia                        | [ 4 ]  |
| 1500 m                   | 14'31"02 | Record mondiale | Sun Yang                                                                               | 4 agosto 2012                 | Giochi olimpici                     | Londra, Regno Unito                 | [ 5 ]  |
| Dorso                    |          |                 |                                                                                        |                               |                                     |                                     |        |
| 50 m                     | 24"38    |                 | Xu Jiayu                                                                               | 25 settembre 2023             | Giochi asiatici                     | Hangzhou, Cina                      | [ 6 ]  |
| 100 m                    | 51"86    |                 | Xu Jiayu                                                                               | 12 aprile 2017                | Campionati cinesi                   | Tsingtao, Cina                      | [ 7 ]  |
| 200 m                    | 1'53"99  |                 | Xu Jiayu                                                                               | 23 agosto 2018                | Giochi asiatici                     | Giacarta, Indonesia                 | [ 8 ]  |
| Rana                     |          |                 |                                                                                        |                               |                                     |                                     |        |
| 50 m                     | 26"20    | sf              | Qin Haiyang                                                                            | 25 luglio 2023                | Campionati mondiali                 | Fukuoka, Giappone                   |        |
| 100 m                    | 57"69    |                 | Qin Haiyang                                                                            | 24 luglio 2023 6 ottobre 2023 | Campionati mondiali Coppa del mondo | Fukuoka, Giappone Berlino, Germania | [ 9 ]  |
| 200 m                    | 2'05"48  |                 | Qin Haiyang                                                                            | 28 luglio 2023                | Campionati mondali                  | Fukuoka, Giappone                   |        |
| Farfalla                 |          |                 |                                                                                        |                               |                                     |                                     |        |
| 50 m                     | 23"25    |                 | Wang Changhao                                                                          | 23 marzo 2023                 | Campionati cinesi primaverili       | Tsingtao, Cina                      |        |
| 100 m                    | 50"96    |                 | Li Zhuhao                                                                              | 29 luglio 2017                | Campionati mondiali                 | Budapest, Ungheria                  | [ 10 ] |
| 200 m                    | 1'54"16  |                 | Chen Juner                                                                             | 6 maggio 2023                 | Campionati cinesi                   | Hangzhou, Cina                      | [ 11 ] |
| Misti                    |          |                 |                                                                                        |                               |                                     |                                     |        |
| 200 m                    | 1'54"62  | Record asiatico | Wang Shun                                                                              | 24 settembre 2023             | Giochi asiatici                     | Hangzhou, Cina                      | [ 1 ]  |
| 400 m                    | 4'09"10  |                 | Wang Shun                                                                              | 4 settembre 2013              | 12i giochi nazionali                | Shenyang, Cina                      | [ 12 ] |
| Staffette a stile libero |          |                 |                                                                                        |                               |                                     |                                     |        |
| 4x100 m                  | 3'10"88  | Record asiatico | Pan Zhanle (47"07) Chen Juner (48"00) Hong Jinquan (48"27) Wang Haoyu (47"55)          | 27 settembre 2023             | Giochi asiatici                     | Hangzhou, Cina                      |        |
| 4x200 m                  | 7'01"84  |                 | Ji Xinjie (1'46"45) Wang Haoyu (1'45"69) Pan Zhanle (1'43"90) Zhang Zhanshuo (1'45"80) | 17 febbraio 2024              | Campionati mondiali                 | Doha, Qatar                         | [ 13 ] |
| Staffetta mista          |          |                 |                                                                                        |                               |                                     |                                     |        |
| 4x100 m                  | 3'27"01  | Record asiatico | Xu Jiayu (52"05) Qin Haiyang (57"63) Wang Changhao (50"68) Pan Zhanle (46"65)          | 26 settembre 2023             | Giochi asiatici                     | Hangzhou, Cina                      |        |

Legenda:  - Record del mondo;  - Record asiatico;

Record non ottenuti in finale: (b) - batteria; (sf) - semifinale; (s) - staffetta prima frazione.

### Donne
| Gara                     | Tempo    | +               | Atleta                                                                                 | Data                            | Evento                            | Luogo                          | Ref    |
| ------------------------ | -------- | --------------- | -------------------------------------------------------------------------------------- | ------------------------------- | --------------------------------- | ------------------------------ | ------ |
| Stile libero             |          |                 |                                                                                        |                                 |                                   |                                |        |
| 50 m                     | 23"97    | Record asiatico | Liu Xiang                                                                              | 26 settembre 2021               | Campionati cinesi                 | Xi'an, Cina                    |        |
| 100 m                    | 52"90    | b               | Zhang Yufei                                                                            | 27 settembre 2020 4 maggio 2021 | Campionati cinesi                 | Tsingtao, Cina                 |        |
| 200 m                    | 1'54"26  |                 | Tang Muhan                                                                             | 22 settembre 2021               | Campionati cinesi                 | Xi'an, Cina                    |        |
| 400 m                    | 4'01"08  | Record asiatico | Li Bingjie                                                                             | 26 luglio 2021 3 maggio 2023    | Giochi olimpici Campionati cinesi | Tokyo, Giappone Hangzhou, Cina | [ 14 ] |
| 800 m                    | 8'13"31  | Record asiatico | Li Bingjie                                                                             | 29 luglio 2023                  | Campionati mondiali               | Fukuoka, Giappone              |        |
| 1500 m                   | 15'41"49 | b               | Wang Jianjiahe                                                                         | 26 luglio 2021                  | Giochi olimpici                   | Tokyo, Giappone                |        |
| Dorso                    |          |                 |                                                                                        |                                 |                                   |                                |        |
| 50 m                     | 26"98    | Record mondiale | Liu Xiang                                                                              | 21 agosto 2018                  | Giochi asiatici                   | Giacarta, Indonesia            | [ 15 ] |
| 100 m                    | 58"72    |                 | Fu Yuanhui                                                                             | 12 aprile 2017                  | Campionati cinesi                 | Tsingtao, Cina                 | [ 7 ]  |
| 200 m                    | 2'06"46  | Record asiatico | Zhao Jing                                                                              | 14 novembre 2010                | Giochi asiatici                   | Canton, Cina                   |        |
| Rana                     |          |                 |                                                                                        |                                 |                                   |                                |        |
| 50 m                     | 29"51    | Record asiatico | Tang Qianting                                                                          | 18 febbraio 2024                | Campionati mondiali               | Doha, Qatar                    | [ 16 ] |
| 100 m                    | 1'04"39  | Record asiatico | Tang Qianting                                                                          | 20 aprile 2024                  | Campionati cinesi                 | Shenzhen, Cina                 | [ 17 ] |
| 200 m                    | 2'21"37  |                 | Qi Hui                                                                                 | 22 ottobre 2009                 | 11i giochi nazionali              | Jinan, Cina                    | [ 18 ] |
| Farfalla                 |          |                 |                                                                                        |                                 |                                   |                                |        |
| 50 m                     | 25"05    | Record asiatico | Zhang Yufei                                                                            | 29 luglio 2023                  | Campionati mondiali               | Fukuoka, Giappone              |        |
| 100 m                    | 55"62    | b               | Zhang Yufei                                                                            | 29 settembre 2020               | Campionati cinesi                 | Tsingtao, Cina                 |        |
| 200 m                    | 2'01"81  | Record mondiale | Liu Zige                                                                               | 21 ottobre 2009                 | 11i giochi nazionali              | Jinan, Cina                    | [ 19 ] |
| Misti                    |          |                 |                                                                                        |                                 |                                   |                                |        |
| 200 m                    | 2'07"57  | Record asiatico | Ye Shiwen                                                                              | 31 luglio 2012                  | Giochi olimpici                   | Londra, Regno Unito            | [ 20 ] |
| 400 m                    | 4'28"43  | Record asiatico | Ye Shiwen                                                                              | 28 luglio 2012                  | Giochi olimpici                   | Londra, Regno Unito            | [ 21 ] |
| Staffette a stile libero |          |                 |                                                                                        |                                 |                                   |                                |        |
| 4x100 m                  | 3'32"40  | Record asiatico | Cheng Yujie (53"67) Junxuan Yang (53"53) Wu Qingfeng (52"64) Zhang Yufei (52"84)       | 23 luglio 2023                  | Campionati mondiali               | Fukuoka, Giappone              | [ 22 ] |
| 4x200 m                  | 7'40"33  | Record asiatico | Yang Junxuan (1'54"37) Tang Muhan (1'55"00) Zhang Yufei (1'55"66) Li Bingjie (1'55"30) | 29 luglio 2021                  | Giochi olimpici                   | Tokyo, Giappone                |        |
| Staffetta mista          |          |                 |                                                                                        |                                 |                                   |                                |        |
| 4x100 m                  | 3'52"19  | Record asiatico | Zhao Jing (58.98) Chen Huijia (1:04.12) Jiao Liuyang (56.28) Li Zhesi (52.81)          | 1 agosto 2009                   | Campionati mondiali               | Roma, Italia                   | [ 23 ] |

Legenda:  - Record del mondo;  - Record asiatico;

Record non ottenuti in finale: (b) - batteria; (sf) - semifinale; (s) - staffetta prima frazione.

### Mista
| Gara                     | Tempo   | +               | Atleta                                                                        | Data              | Evento              | Luogo          | Ref    |
| ------------------------ | ------- | --------------- | ----------------------------------------------------------------------------- | ----------------- | ------------------- | -------------- | ------ |
| Staffetta a stile libero |         |                 |                                                                               |                   |                     |                |        |
| 4x100 m                  | 3'21"18 | Record asiatico | Pan Zhanle (47"29) Wang Haoyu (47"41) Li Binjie (53"11) Yu Yiting (53"37)     | 17 febbraio 2024  | Campionati mondiali | Doha, Qatar    | [ 24 ] |
| Staffetta mista          |         |                 |                                                                               |                   |                     |                |        |
| 4x100 m                  | 3'37"73 | Record asiatico | Xu Jiayu (51"91) Qin Haiyang (57"25) Zhang Yufei (56"05) Yang Junxuan (52"52) | 27 settembre 2023 | Giochi asiatici     | Hangzhou, Cina | [ 25 ] |

Legenda:  - Record del mondo;  - Record asiatico;

Record non ottenuti in finale: (b) - batteria; (sf) - semifinale; (s) - staffetta prima frazione.

## Vasca corta (25m)

### Uomini
| Gara                     | Tempo    | +                                     | Atleta                                                                               | Data             | Evento              | Luogo                          | Ref    |
| ------------------------ | -------- | ------------------------------------- | ------------------------------------------------------------------------------------ | ---------------- | ------------------- | ------------------------------ | ------ |
| Stile libero             |          |                                       |                                                                                      |                  |                     |                                |        |
| 50 m                     | 21"26    | b                                     | Ning Zetao                                                                           | 4 dicembre 2014  | Campionati mondiali | Doha, Qatar                    | [ 26 ] |
| 100 m                    | 45"77    | Record asiatico                       | Pan Zhanle                                                                           | 15 dicembre 2022 | Campionati mondiali | Melbourne, Australia           |        |
| 200 m                    | 1'42"31  |                                       | Ji Xinjie                                                                            | 12 dicembre 2018 | Campionati mondiali | Hangzhou, Cina                 |        |
| 400 m                    | 3'34"66  |                                       | Zhang Lin                                                                            | 22 febbraio 2009 | Japan Open          | Tokyo, Giappone                |        |
| 800 m                    | 7'36"59  |                                       | Liu Peixin                                                                           | 27 giugno 2024   | Campionati cinesi   |                                |        |
| 1500 m                   | 14'22"47 |                                       | Zhang Lin                                                                            | 21 febbraio 2009 | Japan Open          | Tokyo, Giappone                |        |
| Dorso                    |          |                                       |                                                                                      |                  |                     |                                |        |
| 50 m                     | 22"70    | Record asiatico                       | Xu Jiayu                                                                             | 3 novembre 2018  | Coppa del Mondo     | Pechino, Cina                  |        |
| 100 m                    | 48"88    | Record asiatico                       | Xu Jiayu                                                                             | 11 novembre 2018 | Coppa del Mondo     | Tokyo, Giappone                | [ 27 ] |
| 200 m                    | 1'48"32  |                                       | Xu Jiayu                                                                             | 9 novembre 2018  | Coppa del Mondo     | Tokyo, Giappone                |        |
| Rana                     |          |                                       |                                                                                      |                  |                     |                                |        |
| 50 m                     | 25"80    | sf                                    | Yan Zibei                                                                            | 17 dicembre 2022 | Campionati mondiali | Melbourne, Australia           |        |
| 100 m                    | 56"31    |                                       | Qin Haiyang                                                                          | 27 ottobre 2022  | Campionati cinesi   | Pechino, Cina                  |        |
| 200 m                    | 2'01"15  | Record asiatico                       | Qin Haiyang                                                                          | 13 dicembre 2018 | Campionati mondiali | Hangzhou, Cina                 |        |
| Farfalla                 |          |                                       |                                                                                      |                  |                     |                                |        |
| 50 m                     | 22"63    | sf                                    | Sun Jiajun                                                                           | 19 dicembre 2021 | Campionati mondiali | Abu Dhabi, Emirati Arabi Uniti |        |
| 100 m                    | 49"25    | Record asiatico                       | Li Zhuhao                                                                            | 13 dicembre 2018 | Campionati mondiali | Hangzhou, Cina                 |        |
| 200 m                    | 1'49"61  | Miglior prestazione mondiale under 18 | Chen Juner                                                                           | 28 ottobre 2022  | Campionati cinesi   | Pechino, Cina                  |        |
| Misti                    |          |                                       |                                                                                      |                  |                     |                                |        |
| 100 m                    | 51"62    |                                       | Wang Shun                                                                            | 15 novembre 2018 | Coppa del Mondo     | Singapore, Singapore           |        |
| 200 m                    | 1'51"01  |                                       | Wang Shun                                                                            | 11 dicembre 2018 | Campionati mondiali | Hangzhou, Cina                 |        |
| 400 m                    | 3'59"99  |                                       | Wang Shun                                                                            | 17 novembre 2018 | Coppa del Mondo     | Singapore, Singapore           |        |
| Staffette a stile libero |          |                                       |                                                                                      |                  |                     |                                |        |
| 4x50 m                   | 1'25"50  |                                       | Zhang Zhoujian (21"67) Wang Changhao (20"88) Pan Zhanle (21"14) Yang Jintong (21"81) | 19 dicembre 2021 | Campionati mondiali | Abu Dhabi, Emirati Arabi Uniti |        |
| 4x100 m                  | 3'09"41  | b                                     | Yang Jintong (48"77) Pan Zhanle (46"37) Hong Jinquan (47"39) Wang Changhao (46"88)   | 16 dicembre 2021 | Campionati mondiali | Abu Dhabi, Emirati Arabi Uniti |        |
| 4x200 m                  | 6'47"53  | Record asiatico                       | Ji Xinjie (1'42"67) Xu Jiayu (1'41"68) Sun Yang (1'41"25) Wang Shun (1'41"93)        | 13 dicembre 2018 | Campionati mondiali | Hangzhou, Cina                 |        |
| Staffette miste          |          |                                       |                                                                                      |                  |                     |                                |        |
| 4x50 m                   | 1'33"13  |                                       | Wang Gukailai (24"01) Yan Zibei (25"72) Chen Juner (22"52) Pan Zhanle (20"88)        | 17 dicembre 2022 | Campionati mondiali | Melbourne, Australia           |        |
| 4x100 m                  | 3'25"15  |                                       | Wang Gukailai (51"54) Qin Haiyang (57"36) Chen Juner (50"16) Pan Zhanle (46"09)      | 18 dicembre 2022 | Campionati mondiali | Melbourne, Australia           |        |

Legenda:  - Record del mondo;  - Record asiatico;

Record non ottenuti in finale: (b) - batteria; (sf) - semifinale; (s) - staffetta prima frazione.

### Donne
| Gara                     | Tempo    | +               | Atleta                                                                                         | Data             | Evento              | Luogo                          | Ref    |
| ------------------------ | -------- | --------------- | ---------------------------------------------------------------------------------------------- | ---------------- | ------------------- | ------------------------------ | ------ |
| Stile libero             |          |                 |                                                                                                |                  |                     |                                |        |
| 50 m                     | 23"76    | b s             | Zhang Yufei                                                                                    | 15 dicembre 2022 | Campionati mondiali | Melbourne, Australia           |        |
| 100 m                    | 51"78    |                 | Yang Junxuan                                                                                   | 29 ottobre 2022  | Campionati cinesi   | Pechino, Cina                  |        |
| 200 m                    | 1'51"25  |                 | Li Bingjie                                                                                     | 28 ottobre 2022  | Campionati cinesi   | Pechino, Cina                  |        |
| 400 m                    | 3'51"30  | Record mondiale | Li Bingjie                                                                                     | 27 ottobre 2022  | Campionati cinesi   | Pechino, Cina                  |        |
| 800 m                    | 7'59"44  | Record asiatico | Wang Jianjiahe                                                                                 | 6 ottobre 2018   | Coppa del Mondo     | Budapest, Ungheria             |        |
| 1500 m                   | 15'41"80 | Record asiatico | Li Bingjie                                                                                     | 28 ottobre 2022  | Campionati cinesi   | Pechino, Cina                  |        |
| Dorso                    |          |                 |                                                                                                |                  |                     |                                |        |
| 50 m                     | 25"82    | Record asiatico | Zhao Jing                                                                                      | 10 novembre 2009 | Coppa del Mondo     | Stoccolma, Svezia              | [ 28 ] |
| 100 m                    | 55"48    |                 | Gao Chang                                                                                      | 28 febbraio 2010 | Japan Open          | Tokyo, Giappone                | [ 29 ] |
| 200 m                    | 2'03"00  |                 | Peng Xuwei                                                                                     | 18 dicembre 2021 | Campionati mondiali | Abu Dhabi, Emirati Arabi Uniti |        |
| Rana                     |          |                 |                                                                                                |                  |                     |                                |        |
| 50 m                     | 29"19    | Record asiatico | Tang Qianting                                                                                  | 29 ottobre 2022  | Campionati cinesi   | Pechino, Cina                  |        |
| 100 m                    | 1'03"15  | Record asiatico | Tang Qianting                                                                                  | 28 ottobre 2022  | Campionati cinesi   | Pechino, Cina                  |        |
| 200 m                    | 2'18"09  |                 | Sun Ye                                                                                         | 19 dicembre 2010 | Campionati mondiali | Dubai, Emirati Arabi Uniti     | [ 30 ] |
| Farfalla                 |          |                 |                                                                                                |                  |                     |                                |        |
| 50 m                     | 24"71    | =               | Zhang Yufei                                                                                    | 14 dicembre 2022 | Campionati mondiali | Melbourne, Australia           |        |
| 100 m                    | 55"25    | Record asiatico | Lu Ying                                                                                        | 7 dicembre 2014  | Campionati mondiali | Doha, Qatar                    | [ 31 ] |
| 200 m                    | 2'00"78  | Record asiatico | Liu Zige                                                                                       | 15 novembre 2009 | Coppa del Mondo     | Berlino, Germania              | [ 32 ] |
| Misti                    |          |                 |                                                                                                |                  |                     |                                |        |
| 100 m                    | 58"27    |                 | Yu Yiting                                                                                      | 27 ottobre 2022  | Campionati cinesi   | Pechino, Cina                  |        |
| 200 m                    | 2'04"48  |                 | Yu Yiting                                                                                      | 20 dicembre 2021 | Campionati mondiali | Abu Dhabi, Emirati Arabi Uniti |        |
| 400 m                    | 4'23"33  |                 | Ye Shiwen                                                                                      | 12 dicembre 2012 | Campionati mondiali | Istanbul, Turchia              | [ 33 ] |
| Staffette a stile libero |          |                 |                                                                                                |                  |                     |                                |        |
| 4x50 m                   | 1'35"00  | Record asiatico | Cheng Yujie (24"27) Zhang Yufei (23"12) Zhu Menghui (23"90) Wu Qingfeng (23"71)                | 21 dicembre 2021 | Campionati mondiali | Abu Dhabi, Emirati Arabi Uniti |        |
| 4x100 m                  | 3'29"81  | Record asiatico | Tang Yi (52"27) Zhu Qianwei (52"60) Pang Jiaying (52"94) Li Zhesi (52"00)                      | 18 dicembre 2010 | Campionati mondiali | Dubai, Emirati Arabi Uniti     | [ 34 ] |
| 4x200 m                  | 7'34''08 | Record asiatico | Li Bingjie (1'54''56) Yang Junxuan (1'53''06) Zhang Yuhan (1'53''94) Wang Jianjiahe (1'52''52) | 15 dicembre 2018 | Campionati mondiali | Hangzhou, Cina                 |        |
| Staffette miste          |          |                 |                                                                                                |                  |                     |                                |        |
| 4x50 m                   | 1'44''31 | Record asiatico | Fu Yuanhui (26"20) Suo Ran (29''63) Wang Yichun (24"84) Wu Yue (23"64)                         | 12 dicembre 2018 | Campionati mondiali | Hangzhou, Cina                 |        |
| 4x100 m                  | 3'47"41  | Record asiatico | Peng Xuwei (57"12) Tang Qianting (1'03"25) Zhang Yufei (54"93) Cheng Yujie (52"11)             | 21 dicembre 2021 | Campionati mondiali | Abu Dhabi, Emirati Arabi Uniti |        |

Legenda:  - Record del mondo;  - Record asiatico;

Record non ottenuti in finale: (b) - batteria; (sf) - semifinale; (s) - staffetta prima frazione.

### Mista
| Gara                     | Tempo   | +               | Atleta                                                                            | Data             | Evento              | Luogo                | Ref    |
| ------------------------ | ------- | --------------- | --------------------------------------------------------------------------------- | ---------------- | ------------------- | -------------------- | ------ |
| Staffetta a stile libero |         |                 |                                                                                   |                  |                     |                      |        |
| 4x50 m                   | 1'30"89 |                 | Ning Zetao (21"35) Shi Yang (21"35) Qiu Yuhan (24"18) Chen Xinyi (24"01)          | 14 novembre 2013 | Coppa del Mondo     | Pechino, Cina        | [ 35 ] |
| Staffetta mista          |         |                 |                                                                                   |                  |                     |                      |        |
| 4x50 m                   | 1'37"31 | Record asiatico | Wang Gukailai (23"74) Yan Zibei (25''41) Zhang Yufei (24''54) Wu Qingfeng (23"62) | 14 dicembre 2022 | Campionati mondiali | Melbourne, Australia |        |

Legenda:  - Record del mondo;  - Record asiatico;

Record non ottenuti in finale: (b) - batteria; (sf) - semifinale; (s) - staffetta prima frazione.